# ざらめ (歌手)
ざらめ（2003年4月24日-）は、日本の女性シンガーソングライター。2024年7月、ソニー・ミュージックレーベルズのBEAT SEEKER MUSICよりメジャーデビュー。

## 来歴
2019年に上京し、東京を中心に路上ライブ活動を開始。
2023年3月5日幕張メッセで開催された【Red Bull Jukebox 2023】の企画、「PARTNER PICK」に出場し、決勝で優里に選ばれ優勝。
2023年4月21日に1stシングル『スイミー』でデビュー。
2024年4月にガールズバンド"アオ"を結成し、同年秋に対バンツアーを発表。
2024年7月にTVアニメ「僕のヒーローアカデミア」第7期第2クールエンディングテーマ「六等星」で、優里と同じBEAT SEEKER MUSICよりリリース。メジャー・デビューを果たした。
2024年10月からは菜々緒主演のテレビ朝日系金曜ナイトドラマ「無能の鷹」の主題歌に、新曲「まずは今日から」が決定。初のドラマ主題歌を担当する。
2024年10月12日、THE FIRST TAKEに初出演し、「六等星」を披露した。

## ディスコグラフフィー
| # | 発売日         | タイトル         |
| - | -------------- | ---------------- |
| 1 | 2023年4月21日  | スイミー         |
| 2 | 2023年5月16日  | キライキライ     |
| 3 | 2023年7月4日   | 心が星になった夜 |
| 4 | 2023年9月17日  | +1               |
| 5 | 2023年12月16日 | オブラート       |
| 6 | 2024年7月19日  | 六等星           |
| 7 | 2024年11月8日  | まずは今日から   |
| 8 | 2025年1月24日  | ただひとつ       |

| # | 発売日       | タイトル   |
| - | ------------ | ---------- |
| 1 | 2024年9月4日 | 六等星     |
| 2 | 2025年3月5日 | ただひとつ |

### タイアップ
| 時期   | 楽曲       | タイアップ                                                                                |
| ------ | ---------- | ----------------------------------------------------------------------------------------- |
| 2024年 | 六等星     | TVアニメ『僕のヒーローアカデミア』第7期第2クールエンディングテーマ                        |
| 2025年 | ただひとつ | TVアニメ『るろうに剣心 －明治剣客浪漫譚－ 第二期『京都動乱』』第2クールエンディングテーマ |